# Сан-Хавьер (муниципалитет)
Сан-Хавьер (исп. San Javier) — муниципалитет в Мексике, штат Сонора, с административным центром в одноимённом посёлке. Численность населения, по данным переписи 2020 года, составила 537 человек.

## Общие сведения
Название San Javier дано в честь святого Франсиска Ксаверия.
Площадь муниципалитета равна 535,9 км², что составляет 0,3 % от площади штата, а наиболее высоко расположенное поселение Сан-Хавьер, находится на высоте 747 метров.
Он граничит с другими муниципалитетами Соноры: на северо-востоке с Сойопой, на востоке с Онавасом, на юге с Суаки-Гранде, и на западе с Ла-Колорадой.

## Учреждение и состав
Муниципалитет был образован 22 декабря 1934 года, по данным 2020 года в его состав входит 8 населённых пунктов, самые значимые из которых:
| Код INEGI                  | Населённый пункт                                                                       | Численность населения (2005 год) | Численность населения (2010 год) | Численность населения (2020 год) |
| -------------------------- | -------------------------------------------------------------------------------------- | -------------------------------- | -------------------------------- | -------------------------------- |
| 054                        | Всего                                                                                  | 242                              | 492                              | 537                              |
| 0001                       | Сан-Хавьер (исп. San Javier) 28°35′43″ с. ш. 109°44′22″ з. д. (административный центр) | 215                              | 457                              | 523                              |
| 0025                       | Эль-Ранчито (исп. El Ranchito) 28°34′14″ с. ш. 109°41′37″ з. д.                        | 1                                | 2                                | 4                                |
| 0008                       | Гисар (исп. Guísar) 28°37′46″ с. ш. 109°47′23″ з. д.                                   | 5                                | 4                                | 1                                |
| —                          | Прочие                                                                                 | 21                               | 29                               | 9                                |
| Названия на карте Генштаба |                                                                                        |                                  |                                  |                                  |

## Экономическая деятельность
По статистическим данным 2000 года, работоспособное население занято по секторам экономики в следующих пропорциях:
- сельское хозяйство, скотоводство и рыбная ловля — 30,6 %;
- промышленность и строительство — 33,3 %;
- торговля, сферы услуг и туризма — 35,2 %;
- безработные — 0,9 %.

## Инфраструктура
По статистическим данным 2020 года, инфраструктура развита следующим образом:
- электрификация: 100 %;
- водоснабжение: 54,5 %;
- водоотведение: 98,7 %.